# Machinae Supremacy
Machinae Supremacy ist eine Metal-Band aus Luleå, Schweden. Die Band selbst bezeichnet ihren Musikstil als SID Metal, der eine Mischung aus melodischem Power Metal, Alternative Metal und Chiptune darstellt. Eines der zentralen Elemente ist die Verwendung von Melodien aus der Zeit und im Stil des Commodore 64. Machinae Supremacy verwenden eine SIDstation, die den SID-Chip des C64 enthält.

## Geschichte
Gegründet wurde Machinae Supremacy von Robert, Kahl und Jonne im Sommer 2000. Die Band bekam zwei neue Mitglieder als Gordon, ein alter Freund von Robert, das Keyboard übernahm und Tobbe Schlagzeug spielte.
Im Jahre 2001 wurde ein Nebenprojekt mit dem Namen FLAK gegründet. Es wandte sich hauptsächlich dem Punkrock zu und brachte so die politische Ausrichtung der Band zum Ausdruck. Dazu ein Zitat des Sängers: „FLAK is... aggression and pain!: It’s a band, but it’s nothing serious, just a means of expression.“ Dieses Projekt wurde aber bald wieder eingestellt.
2002 verließ Tobbe die Band und Tomas, ein ehemaliger Bandkollege von Robert, nahm seinen Platz ein. Ebenfalls traten Machinae Supremacy auf der Demo-Party Assembly in Helsinki/Finnland auf, was ihnen besondere Popularität bei vielen Mitgliedern der Demoszene einbrachte. Bekannt wurde die Band auch durch die kostenlose Veröffentlichung von Liedern im Internet, die sogenannten „Webreleases“, die man immer noch auf ihrer Website findet.
2005 verließ auch Kahl die Band wegen seines Umzugs nach Uppsala; an seine Stelle trat Johan „Poe“ Palovaara.
2006 änderte die Band abermals ihre Besetzung, jedoch blieben die Mitglieder gleich: Gordon übernahm Roberts Rolle als Gitarrist, dieser konzentrierte sich fortan auf den Gesang. Die Keyboard-Parts wurden fortan bei Live-Auftritten elektronisch gespielt.
Im November 2007 verließ auch Johan Palovaara Machinae Supremacy wegen anderer Prioritäten, unter anderem seiner Band SlideShow. Sein Nachfolger ist Johan „dezo“ Hedlund.
Das Album Deus Ex Machinae erschien am 1. Mai 2004 und wurde von Music by Design Records Ltd. (MBD) in Großbritannien veröffentlicht.
Weiterhin schrieb die Band den Soundtrack zum Computerspiel Jets'n'Guns, welches für Windows und Linux erhältlich ist.
2005 erschien eine zweite Auflage von Deus Ex Machinae mit dem Bonustrack Soundtrack to the Rebellion. 2005 löste sich MBD Records auf, jedoch wurde das Urheberrecht des ersten Albums an Machinae Supremacy übertragen. Am 13. November 2011 veröffentlichte die Band Deus Ex Machinae zum kostenlosen Download auf ihrer Homepage. Die Version von Attack Music auf dem Album Deus Ex Machinae unterscheidet sich von der zum Download bereitstehenden Version in folgendem: das Sample der Serie Futurama das im Intro zu hören ist, wurde herausgeschnitten.
Im März 2006 erschien nach langer, erfolgloser Suche nach einem Label das zweite Album Redeemer in kompletter Eigenregie.
Seit Mitte 2006 ist Machinae Supremacy beim finnischen Plattenlabel Spinefarm Records unter Vertrag. Redeemer wurde neu gemischt und mit neuem Cover und leicht veränderter Trackliste bei Spinefarm im November 2006 veröffentlicht. Seither sind 2008 die Alben Overworld und A View From The End Of The World erschienen, ebenfalls bei Spinefarm.
Im Oktober 2012 erschien das Videospiel Giana Sisters: Twisted Dreams, zu dem sie mit Chris Hülsbeck den Soundtrack beitrugen.

## Diskografie
- Origin (2002–2004)
- Arcade (2002–2004)
- Jets’n’Guns (Soundtrack) (2004)
- Deus Ex Machinae (2005)
- Fury (2004–2006)
- Redeemer (2006)
- Overworld (2008)

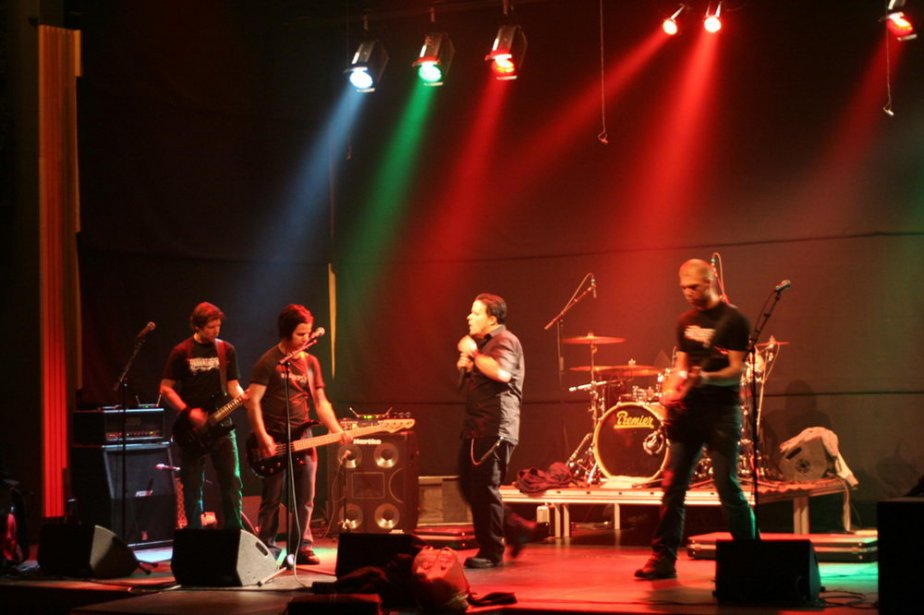
Machinae Supremacy, 2007

- A View from the End of the World (2010)
- The Beat of Our Decay (2011)
- Rise of a Digital Nation (2012)
- Giana Sisters: Twisted Dreams (Soundtrack) (2012)
- Phantom Shadow (2014)
- Into the Night World (2016)